# Emmanuel Piñol
Emmanuel Fantin Piñol (M'lang, 16 dicembre 1953) è un politico filippino.

## Biografia
Secondogenito degli undici figli di Bernardo Piñol Sr. ed Efigenia C. Fantin, nasce il 16 dicembre 1953 nella municipalità di M'lang, allora situata nella regione storica di Cotabato, all'interno di una famiglia di etnia Hiligaynon. È membro del clan politico dei Piñol, che include altresì i fratelli Efren, Bernardo Jr., Joselito e Socrates, tutti attivi nello scenario locale.